# Wario's Woods
Wario's Woods (ワリオの森, Wario no Mori) és un videojoc de trencaclosques desenvolupat i publicat per Nintendo per a la NES i per a la SNES el 1994. Basada en la franquícia Mario, els jugadors han de controlar en Toad (en els seus pocs rols de protagonista que ha tingut al llarg de tota la saga) amb l'objectiu de recuperar el bosc que s'ha apropiat en Wario. Per a fer-ho, i així succeir en les rondes, cal netejar el camp de joc de monstres de diferents colors utilitzant bombes del color equivalent, que es deixen anar des d'amunt, de forma similar a Tetris, amb la diferència que el jugador pot recol·locar les bombes i els monstres i ha de fer files horizontals, verticals o diagonals amb tres o més objectes i que un d'ells sigui una bomba. El joc també inclou un mode competitiu de dos jugadors, així com altres modes que fan modificacions lleus d'aquesta jugabilitat.
La versió de SNES va ser distribuïda al públic japonès en dues versions mitjançant l'accessori Satellaview, que permetia descarregar contingut a través d'emissions satèl·lit. Les dues versions van mantenir-se disponibles tots els anys en què el Satellaview va estar disponible al mercat degut a la seva popularitat.
La versió de NES va ser l'últim joc llicenciat per Nintendo per a la consola, així com l'únic que va rebre una qualificació de l'ESRB, que llavors era de recent fundació. Aquesta versió es podia provar en el primer Animal Crossing per a Nintendo GameCube, amb l'ús d'un cable oficial que permetia connectar la GameCube amb la Game Boy Advance. També va estar disponible per a la compra en els serveis de consola virtual de Wii, Wii U i Nintendo 3DS, i en el servei Nintendo Switch Online.
En el seu moment, Wario's Woods va rebre crítiques positives sobre la seva jugabilitat, disseny i mode multijugador, tot i que alguns crítics van creure que estava poc refinat ni tenia prou profunditat i contingut comparat amb anteriors jocs de puzle de Nintendo, com Dr. Mario.